# 1983-as Copa América
Az 1983-as Copa América a 32. kiírása volt a dél-amerikai válogatottak első számú tornájának. Hasonlóan az 1975-ben és 1979-ben rendezett tornákhoz, ennek sem volt házigazdája, a mérkőzéseket mind a 10 részt vevő országban játszották. A 10 résztvevőből 9 csapat 3 csoportban csoportmérkőzéseket játszott, amelyekből az első helyezettek jutottak az elődöntőbe. Az elődöntőben csatlakozott a tizedik résztvevő, a címvédő Paraguay.

## Résztvevők
| - Argentína - Bolívia - Brazília - Chile - Ecuador | - Kolumbia - Paraguay - Peru - Uruguay - Venezuela |

## Eredmények

### Csoportkör
A csoportmérkőzéseken részt vevő kilenc válogatottat 3 darab 3 csapatos csoportba sorsolták. Mindegyik csapat egyszer hazai pályán, egyszer pedig idegenben játszott a másik két ellenfelével, összesen 4 mérkőzést. Ezután alakultak ki a csoportok végeredményei, az első helyezettek jutottak tovább az elődöntőbe.
| Jelmagyarázat                                           |
| ------------------------------------------------------- |
| A csoportok első helyezettjei bejutottak az elődöntőbe. |
| A csoportok második és harmadik helyezettjei kiestek.   |

#### A csoport
| Csapat    | M | Gy | D | V | G+ | G– | Gk | P |
| --------- | - | -- | - | - | -- | -- | -- | - |
| Uruguay   | 4 | 3  | 0 | 1 | 7  | 4  | +3 | 6 |
| Chile     | 4 | 2  | 1 | 1 | 8  | 2  | +6 | 5 |
| Venezuela | 4 | 0  | 1 | 3 | 1  | 10 | –9 | 1 |

| 1983. szeptember 1. |

| Uruguay                           | 2–1   | Chile        |
| --------------------------------- | ----- | ------------ |
| Acevedo 45' Morena 63' (11-esből) | (1–0) | Orellana 76' |

| Estadio Centenario, Montevideo Nézőszám: 30 000 Játékvezető: Arnaldo Coelho (brazil) |

| 1983. szeptember 4. |

| Uruguay                                       | 3–0   | Venezuela |
| --------------------------------------------- | ----- | --------- |
| Cabrera 35' Morena 51' (11-esből) Luzardo 68' | (1–0) |           |

| Estadio Centenario, Montevideo Nézőszám: 60 000 Játékvezető: Gabriel González (paraguayi) |

| 1983. szeptember 8. |

| Chile                                             | 5–0   | Venezuela |
| ------------------------------------------------- | ----- | --------- |
| Arriaza 22' Dubó 25' Aravena 35' 83' Espinoza 51' | (3–0) |           |

| Estadio Nacional de Chile, Santiago de Chile Nézőszám: 20 000 Játékvezető: Enrique Labó (perui) |

| 1983. szeptember 11. |

| Chile                | 2–0   | Uruguay |
| -------------------- | ----- | ------- |
| Dubó 9' Letelier 80' | (1–0) |         |

| Estadio Nacional de Chile, Santiago de Chile Nézőszám: 55 000 Játékvezető: Teodoro Nitti (argentin) |

| 1983. szeptember 18. |

| Venezuela  | 1–2   | Uruguay                   |
| ---------- | ----- | ------------------------- |
| Febles 77' | (0–0) | Santelli 74' Aguilera 87' |

| Estadio Brígido Iriarte, Caracas Nézőszám: 3 000 Játékvezető: Carlos Montalván (perui) |

| 1983. szeptember 21. |

| Venezuela | 0–0 | Chile |
| --------- | --- | ----- |
|           |     |       |

| Estadio Brígido Iriarte, Caracas Nézőszám: 3 000 Játékvezető: Elías Jácome (ecuadori) |

#### B csoport
| Csapat    | M | Gy | D | V | G+ | G– | Gk | P |
| --------- | - | -- | - | - | -- | -- | -- | - |
| Brazília  | 4 | 3  | 0 | 1 | 6  | 1  | +5 | 6 |
| Argentína | 4 | 2  | 2 | 0 | 5  | 4  | +1 | 6 |
| Ecuador   | 4 | 0  | 2 | 2 | 4  | 10 | –6 | 2 |

| 1983. augusztus 10. |

| Ecuador              | 2–2   | Argentína          |
| -------------------- | ----- | ------------------ |
| Vásquez 68' Vega 79' | (0–1) | Burruchaga 40' 51' |

| Estadio Olímpico Atahualpa, Quito Nézőszám: 50 000 Játékvezető: Gilberto Aristízabal (kolumbiai) |

| 1983. augusztus 17. |

| Ecuador | 0–1   | Brazília             |
| ------- | ----- | -------------------- |
|         | (0–1) | Roberto Dinamite 14' |

| Estadio Olímpico Atahualpa, Quito Nézőszám: 50 000 Játékvezető: Alfonso Postigo (perui) |

| 1983. augusztus 24. |

| Argentína  | 1–0   | Brazília |
| ---------- | ----- | -------- |
| Gareca 55' | (0–0) |          |

| Estadio Monumental, Buenos Aires Nézőszám: 70 000 Játékvezető: Juan Daniel Cardellino (uruguayi) |

| 1983. szeptember 1. |

| Brazília                                                     | 5–0   | Ecuador |
| ------------------------------------------------------------ | ----- | ------- |
| Renato Gaúcho 12' Roberto Dinamite 46' 55' Éder 58' Tita 60' | (1–0) |         |

| Estádio Serra Dourada, Goiânia Nézőszám: 35 000 Játékvezető: Luis Gregorio Da Rosa (uruguayi) |

| 1983. szeptember 7. |

| Argentína                           | 2–2   | Ecuador                    |
| ----------------------------------- | ----- | -------------------------- |
| Ramos 50' Burruchaga 90' (11-esből) | (0–1) | Quiñónez 44' Maldonado 90' |

| Estadio Monumental, Buenos Aires Nézőszám: 40 000 Játékvezető: Juan Daniel Cardellino (uruguayi) |

| 1983. szeptember 14. |

| Brazília | 0–0 | Argentína |
| -------- | --- | --------- |
|          |     |           |

| Maracanã Stadion, Rio de Janeiro Nézőszám: 75 000 Játékvezető: Mario Lira (chilei) |

#### C csoport
| Csapat   | M | Gy | D | V | G+ | G– | Gk | P |
| -------- | - | -- | - | - | -- | -- | -- | - |
| Peru     | 4 | 2  | 2 | 0 | 6  | 4  | +2 | 6 |
| Kolumbia | 4 | 1  | 2 | 1 | 5  | 5  | 0  | 4 |
| Bolívia  | 4 | 0  | 2 | 2 | 4  | 6  | –2 | 2 |

| 1983. augusztus 14. |

| Bolívia | 0–1   | Kolumbia          |
| ------- | ----- | ----------------- |
|         | (0–0) | A. Valderrama 73' |

| Estadio Hernando Siles, La Paz Nézőszám: 40 000 Játékvezető: Gabriel González (paraguayi) |

| 1983. augusztus 17. |

| Peru        | 1–0   | Kolumbia |
| ----------- | ----- | -------- |
| Navarro 77' | (0–0) |          |

| Estadio Nacional, Lima Nézőszám: 30 000 Játékvezető: Martínez Bazan (uruguayi) |

| 1983. augusztus 21. |

| Bolívia    | 1–1   | Peru        |
| ---------- | ----- | ----------- |
| Romero 65' | (0–0) | Navarro 89' |

| Estadio Hernando Siles, La Paz Nézőszám: 45 000 Játékvezető: Jorge Eduardo Romero (argentin) |

| 1983. augusztus 28. |

| Kolumbia                | 2–2   | Peru                                   |
| ----------------------- | ----- | -------------------------------------- |
| Prince 46' Fiorillo 69' | (0–1) | Malásquez 25' (11-esből) Caballero 85' |

| Estadio Nemesio Camacho El Campín, Bogotá Nézőszám: 50 000 Játékvezető: Arnaldo Coelho (brazil) |

| 1983. augusztus 21. |

| Kolumbia                               | 2–2   | Bolívia              |
| -------------------------------------- | ----- | -------------------- |
| A. Valderrama 2' Molina 60' (11-esből) | (1–0) | Melgar 78' Rojas 80' |

| Estadio Nemesio Camacho El Campín, Bogotá Nézőszám: 45 000 Játékvezető: José Vergara (venezuelai) |

| 1983. szeptember 4. |

| Peru                    | 2–1   | Bolívia      |
| ----------------------- | ----- | ------------ |
| Leguía 6' Caballero 21' | (1–0) | Paniagua 46' |

| Estadio Nacional, Lima Nézőszám: 50 000 Játékvezető: Guillermo Budge (chilei) |

### Egyenes kieséses szakasz

#### Elődöntők
| 1. csapat | Össz. | 2. csapat                            | 1. mérk. | 2. mérk. |
| --------- | ----- | ------------------------------------ | -------- | -------- |
| Peru      | 1 – 2 | Uruguay                              | 0 – 1    | 1 – 1    |
| Paraguay  | 1 – 1 | Brazília (sorsolással jutott tovább) | 1 – 1    | 0 – 0    |

| 1983. október 13. |

| Peru | 0–1   | Uruguay      |
| ---- | ----- | ------------ |
|      | (0–0) | Aguilera 65' |

| Estadio Nacional, Lima Nézőszám: 28 000 Játékvezető: Sergio Vásquez (chilei) |

| 1983. október 20. |

| Uruguay     | 1–1   | Peru          |
| ----------- | ----- | ------------- |
| Cabrera 49' | (0–1) | Malásquez 24' |

| Estadio Centenario, Montevideo Nézőszám: 58 000 Játékvezető: Arturo Ithurralde (argentin) |

| 1983. október 13. |

| Paraguay  | 1–1   | Brazília |
| --------- | ----- | -------- |
| Morel 70' | (0–0) | Éder 88' |

| Defensores del Chaco, Asunción Nézőszám: 55 000 Játékvezető: Gastón Castro (chilei) |

| 1983. október 20. |

| Brazília | 0–0 | Paraguay |
| -------- | --- | -------- |
|          |     |          |

| Parque de Sabiá, Uberlandia Nézőszám: 75 000 Játékvezető: Juan Carlos Loustau (argentin) |

#### Döntő
| 1983. október 27. |

| Uruguay                   | 2–0   | Brazília |
| ------------------------- | ----- | -------- |
| Francéscoli 41' Diogo 80' | (1–0) |          |

| Estadio Centenario, Montevideo Nézőszám: 65 000 Játékvezető: Héctor Ortíz (paraguayi) |

| 1983. november 4. |

| Brazília     | 1–1   | Uruguay      |
| ------------ | ----- | ------------ |
| Jorginho 23' | (1–0) | Aguilera 77' |

| Estádio Fonte Nova, Salvador Nézőszám: 95 000 Játékvezető: Edison Perez Nunez (perui) |

| Az 1983-as Copa América győztese |
| -------------------------------- |
| URUGUAY 12. cím                  |

### Gólszerzők
| 3 gólos - Jorge Luis Burruchaga - Roberto Dinamite - Carlos Aguilera 2 gólos - Éder - Jorge Aravena - Rodolfo Dubó - Alex Valderrama - Juan Caballero - Eduardo Malásquez - Franco Navarro - Wilmar Cabrera - Fernando Morena | 1 gólos - Ricardo Gareca - Víctor Ramos - Milton Melgar - David Paniagua - Silvio Rojas - Erwin Romero - Jorginho - Renato Gaúcho - Tita - Oscar Arriaza - Rubén Espinoza - Juan Carlos Letelier - Juan Carlos Orellana | 1 gólos (folytatás) - Hans Maldonado - Lupo Quiñónez - Galo Fidean Vázquez - José Jacinto Vega - Fernando Fiorillo - Nolberto Molina - Miguel Augusztuso Prince - Milciades Morel - Germán Leguía - Eduardo Acevedo - Víctor Diogo - Enzo Francescoli - Roberto Luzardo - Alberto Santelli - Pedro Febles |

### Végeredmény
Az első kettő helyezett utáni sorrend nem tekinthető hivatalosnak, mivel ezekért a helyekért nem játszottak mérkőzéseket. Ezért e helyezések meghatározásához az alábbiak lettek figyelembe véve:
1. több szerzett pont
2. jobb gólkülönbség
3. több szerzett gól

| Helyezés | Nemzet    | M | Gy | D | V | G+ | G– | Gk | P  |
| -------- | --------- | - | -- | - | - | -- | -- | -- | -- |
| Arany    | Uruguay   | 8 | 5  | 2 | 1 | 12 | 6  | +6 | 12 |
| Ezüst    | Brazília  | 8 | 3  | 3 | 2 | 8  | 5  | +3 | 9  |
|          |           |   |    |   |   |    |    |    |    |
| 3.       | Peru      | 6 | 2  | 3 | 1 | 7  | 6  | +1 | 7  |
| 4.       | Paraguay  | 2 | 0  | 2 | 0 | 1  | 1  | 0  | 2  |
|          |           |   |    |   |   |    |    |    |    |
| 5.       | Argentína | 4 | 2  | 2 | 0 | 5  | 4  | +1 | 6  |
| 6.       | Chile     | 4 | 2  | 1 | 1 | 8  | 2  | +6 | 5  |
| 7.       | Kolumbia  | 4 | 1  | 2 | 1 | 5  | 5  | 0  | 4  |
| 8.       | Bolívia   | 4 | 0  | 2 | 2 | 4  | 6  | –2 | 2  |
| 9.       | Ecuador   | 4 | 0  | 2 | 2 | 4  | 10 | –6 | 2  |
| 10.      | Venezuela | 4 | 0  | 1 | 3 | 1  | 10 | –9 | 1  |

## Külső hivatkozások
- Copa América 1983